# Deng Shudi
Deng Shudi (chinês: 邓书弟, pinyin: Dèng Shūdì; Guiyang, 10 de setembro de 1991) é um ginasta chinês que compete em provas de ginástica artística.
Representou a China nos Jogos Olímpicos de 2016, no Rio de Janeiro, onde conquistou a medalha de bronze por equipes. Possui ainda dois títulos por equipes em Campeonatos Mundiais e duas medalhas de ouro nos Jogos Asiáticos de 2018.

## Carreira
Deng iniciou-se na ginástica logo aos cinco anos de idade, encorajado por seus pais a praticar a modalidade, e em 2011 passou a integrar a seleção adulta da China. Estreou em Campeonatos Mundiais na edição de 2014, em Nanning, onde competiu em todos os seis aparelhos na final por equipes, ajudando na pontuação total de 89,914 que garantiu o primeiro lugar, apenas 0,1 ponto a frente do Japão. Individualmente ele terminou em sexto lugar na final do individual geral com 89,732 pontos e o quarto lugar nas barras paralelas com uma pontuação de 15,666.
Durante o Campeonato Mundial de 2015, em Glasgow, Deng conseguiu sua melhor performance nessa competição, apesar de não ter conquistado nenhuma medalha de ouro. Na final por equipes, competiu no solo (14,966), argolas (14,600), salto (15,233) e barras paralelas (16.066), contribuindo para o terceiro lugar da equipe chinesa, atrás do Japão e da Grã-Bretanha, e marcando a primeira vez que a China não conquistou o ouro nesse evento desde 2001. Repetiu o terceiro lugar na final do individual geral com uma pontuação de 90,099, no que foi a primeira medalha chinesa entre os homens em campeonatos mundiais ou olímpicos desde que Yang Wei venceu a competição nas Olimpíadas de 2008 em Pequim, sete anos antes. Nas finais por aparelhos, terminou empatado com o azeri Oleg Stepko nas barras paralelas na terceira colocação, obtendo sua terceira medalha de bronze na Escócia, e terminou em quarto lugar nos exercícios de solo.
Em 2016 foi convocado para disputar sua primeira Olimpíada, nos Jogos do Rio Janeiro. Ao lado de Zhang Chenglong, Lin Chaopan, Liu Yang e You Hao conquistou a medalha de bronze por equipes, atrás de japoneses e russos. Deng ainda alcançou as finais do individual geral e das barras paralelas, mas não conseguiu subir ao pódio com pontuações de 90,130 (sexto lugar) e 15,766 (quarto lugar), respectivamente.
Na temporada de 2018, Deng participou dos Jogos Asiáticos, em Jacarta e Palimbão, Indonésia, onde conquistou a medalha de ouro por equipes e nas argolas. Mais de dois meses depois também representou a China no Campeonato Mundial de Doha, Catar, onde contribuiu para que sua equipe voltasse a conquistar o ouro por equipes após a perda do título para o Japão, em 2015. A vitória por apenas 0,49 ponto de vantagem sobre a Rússia garantiu a classificação do time masculino chinês aos Jogos Olímpicos de 2020, em Tóquio. Sua única final individual foi na barra fixa, mas com nota de 14,066 não conseguiu ir além do sexto lugar.